# Randuagung (Sumber)
Randuagung is een bestuurslaag in het regentschap Rembang van de provincie Midden-Java, Indonesië. Randuagung telt 1597 inwoners (volkstelling 2010).